# Nigel Barker (velocista)
Nigel Chase Barker (Petersham, 26 febbraio 1883 – Sydney, 31 luglio 1948) è stato un velocista australiano.
Nel 1906 fu medaglia di bronzo nei 100 metri piani e nei 400 metri piani ai Giochi olimpici intermedi che si tennero ad Atene.

## Palmarès
| Anno | Manifestazione            | Sede  | Evento      | Risultato | Prestazione | Note                          |
| ---- | ------------------------- | ----- | ----------- | --------- | ----------- | ----------------------------- |
| 1906 | Giochi olimpici intermedi | Atene | 100 m piani | Bronzo    | 11"3 s      | Miglior prestazione personale |
| 1906 | Giochi olimpici intermedi | Atene | 400 m piani | Bronzo    | n/d         |                               |